# Pilar (Bataan)
Pilar is een gemeente in de Filipijnse provincie Bataan op het eiland Luzon. Bij de laatste census in 2007 had de gemeente ruim 43 duizend inwoners.

## Geografie

### Bestuurlijke indeling
Pilar is onderverdeeld in de volgende 19 barangays:
| - Ala-uli - Bagumbayan - Balut I - Balut II - Bantan Munti - Burgos - Del Rosario - Diwa - Landing - Liyang | - Nagwaling - Panilao - Pantingan - Poblacion - Rizal - Santa Rosa - Wakas North - Wakas South - Wawa |

## Demografie
Pilar had bij de census van 2007 een inwoneraantal van 43.213 mensen. Dit zijn 10.845 mensen (33,5%) meer dan bij de vorige census van 2000. De gemiddelde jaarlijkse groei komt daarmee uit op 4,07%, hetgeen hoger is dan het landelijk jaarlijks gemiddelde over deze periode (2,04%). Vergeleken met de census van 1995 is het aantal mensen met 15.006 (53,2%) toegenomen.

De bevolkingsdichtheid van Pilar was ten tijde van de laatste census, met 43.213 inwoners op 37,6 km², 750,2 mensen per km².